# South Gloucestershire
South Gloucestershire este o Autoritate Unitară în regiunea South West England. 

## Orașe
- Bradley Stoke
- Chipping Sodbury
- Filton
- Kingswood
- Mangotsfield
- Patchway
- Thornbury
- Wick
- Yate

1. ↑   https://ons.maps.arcgis.com/home/item.html?id=a79de233ad254a6d9f76298e666abb2b Lipsește sau este vid: |title= (ajutor)